# The Red Jumpsuit Apparatus (album)
The Red Jumpsuit Apparatus è il primo album dell'omonimo gruppo musicale The Red Jumpsuit Apparatus, pubblicato nel 2004 indipendentemente.
Molte tracce contenute in esso verranno riprese e riarrangiate dalla band nel loro album successivo Don't You Fake It.
The Acoustic Song è la versione acustica di Your Guardian Angel, e Ass Shaker è una versione leggermente differente di In Fate's Hands. Inoltre anche Cat and Mouse, Justify, Face Down e Disconnected saranno registrate in una versione rivisitata in Don't You Fake It.

## Tracce
Testi e musiche di Ronnie Winter, eccetto dove indicato.
1. Ass Shaker – 3:24
2. Home Improvement – 3:01
3. Love Seat – 3:06
4. Cat and Mouse – 3:15
5. Justify – 3:43
6. Face Down – 2:47
7. Getting By – 3:33
8. Kins and Carroll – 3:26
9. Angels Cry – 3:53
10. Twenty Hour Drive – 3:01
11. Disconnected – 2:45
12. The Acoustic Song – 3:46

## Formazione
- Ronnie Winter – voce, chitarra acustica
- Thomas Amason – chitarra solista, cori
- Duke Kitchens – chitarra ritmica, piano, cori
- Thomas Wurth – basso
- Dan Wagler – batteria